# Stichopogon albofasciatus
Stichopogon albofasciatus är en tvåvingeart som först beskrevs av Johann Wilhelm Meigen 1820.  Stichopogon albofasciatus ingår i släktet Stichopogon och familjen rovflugor. Inga underarter finns listade i Catalogue of Life.